# Ristre

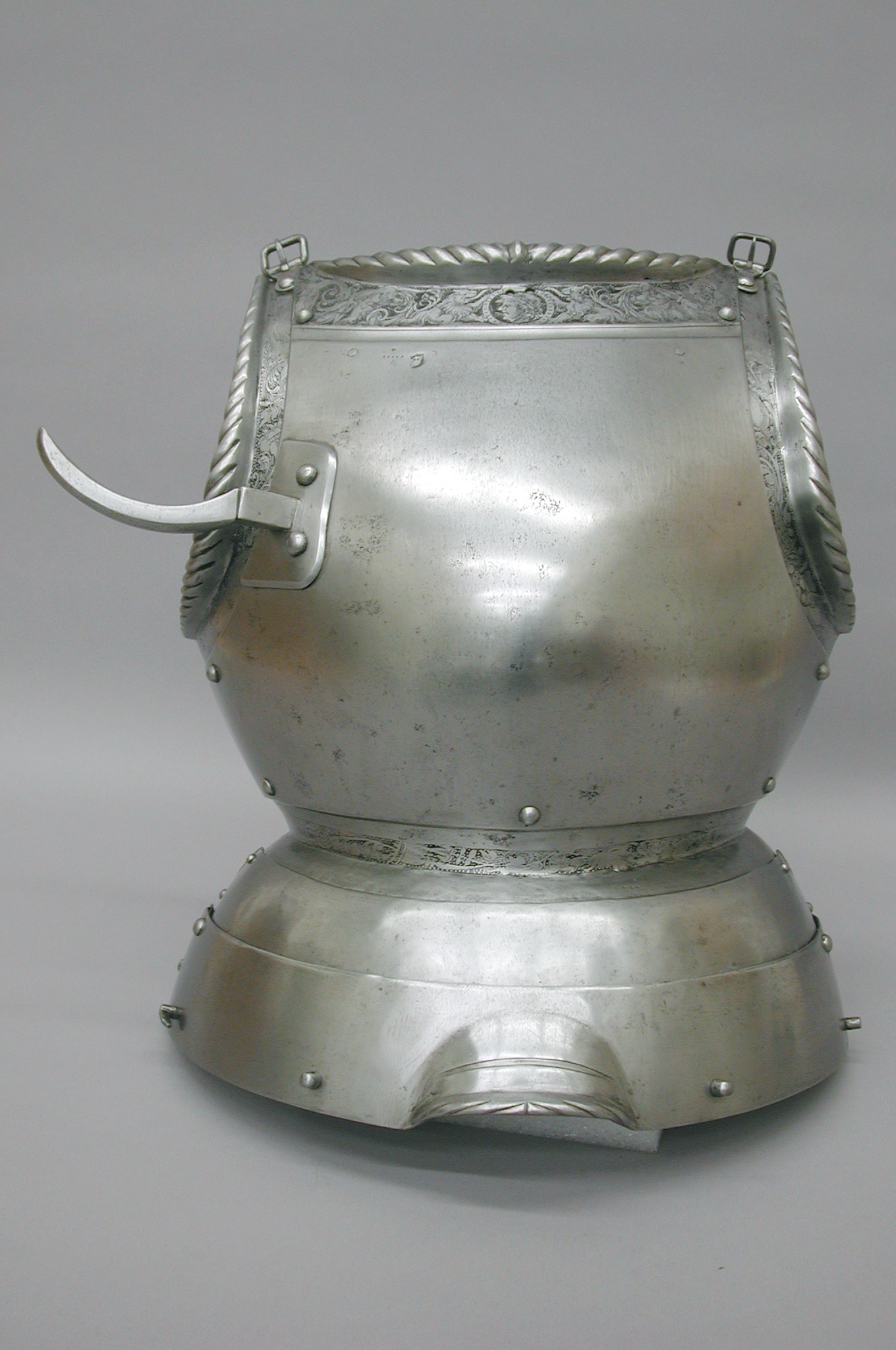
Ristre en el peto de una armadura datada entre 1530-35.

Se llama ristre al soporte en forma de gancho de hierro que llevaban los caballeros u hombres de armas a partir del siglo XIV en el lado derecho del peto. Servía para encajar el regatón (casquillo de metal que se coloca en el extremo inferior de la lanza) o cuento de la lanza para afirmarla mejor y con mayor seguridad.